# 朱丽叶·拉布
朱丽叶·拉布（法語：Juliette Labous，1998年11月4日—），法国女子自行车运动员，2016年世界青年公路自行车锦标赛女子计时赛铜牌得主、2023年世界公路自行车锦标赛混合团体接力银牌得主。